# Abaiang
Abaiang je naseljeni koraljni atol u sastavu Kiribata.

## Zemljopis
Nalazi se u grupaciji Gilbertovog otočja, 7 km sjeverno od Tarawe i 28 km jugozapadno od Marakeia.

## Stanovništvo
Prema popisu stanovništva iz 2005. godine, na otoku su živjele 5502 osobe (2746 muškaraca i 2756 žena) raspoređene u 18 naselja: Nuotaea (481), Ribono (271), Takarano (300), Ubwanteman (112), Tebunginako (358), Borotiam (338), Aonobuaka (372), Koinawa (453), Morikao (400), Ewena (219), Taburao (221), Tebero (167), Tabwiroa (324), Tuarabu (484), Tanimaiaki (276), Tebwanga (287), Aoneaba (48) i Tabontebike (391).
| broj stanovnika | 4386  | 5233  | 6020  | 5794  | 5502  |
|                 | 1985. | 1990. | 1995. | 2000. | 2005. |

## Vanjske poveznice
|  | Zajednički poslužitelj ima još gradiva o temi Abaiang |